# 圆笠蜗牛
圆笠蜗牛（学名：Videnoida haenseli），是柄眼目笠蜗牛科Videnoida的一种。主要分布于台湾，常栖息在森林底层的地表。